# Okrug Ida-Viru
Okrug Ida-Viru (est. Ida-Viru maakond) ili kraće Ida-Viru jedan je od 15 estonskih okruga. Ovaj okrug nalazi se na krajnjem sjeveroistoku zemlje, te na istoku graniči s Rusijom
U okrugu živi 168.656 ljudi što čini 12,6% ukupnog stanovništva Estonije (siječanj 2009.) Prema etničkom podrijetlu, 71.3% stanovništva su Rusi, 19,7% su Estonci, 2,7% su Ukrajinci, 2,7% su Bjelorusi i 1,4% su Finci
Glavni grad okruga je Jõhvi u istoimenoj ruralnoj općini. Postoji još 5 urbanih i 16 ruralnih općina.

## Vanjske poveznice
- Službene stranice okruga  Arhivirana inačica izvorne stranice od 4. svibnja 2005. (Wayback Machine) – (na estonskom i ruskom)
- Ida-Virumaa Online  Arhivirana inačica izvorne stranice od 29. studenoga 2006. (Wayback Machine)